# Festival de la chicha, la vida y la dicha
El Festival de la chicha, la vida y la dicha es un festival colombiano realizado en el barrio La Perseverancia, en la localidad de Santa Fe, de la ciudad de Bogotá en Colombia. Creado con el fin de recuperar y difundir las tradiciones autóctonas centrado en el recuerdo del culto a Nencatacoa y la bebida principal del pueblo muisca: La chicha, (fapqua en muisccubun). Se inauguró en 1995 y se organiza anualmente en el mes de octubre. Se caracteriza por muestras gastronómicas, musicales y culturales. Además de la venta controlada de chicha y productos derivados del maíz. Es patrimonio cultural de la ciudad de Bogotá.

## Ubicación
El Festival se desarrolla en la localidad de Santa Fe, específicamente en el tradicional barrio de La Perseverancia a escasos kilómetros del centro de la capital.

## Actividades Paralelas

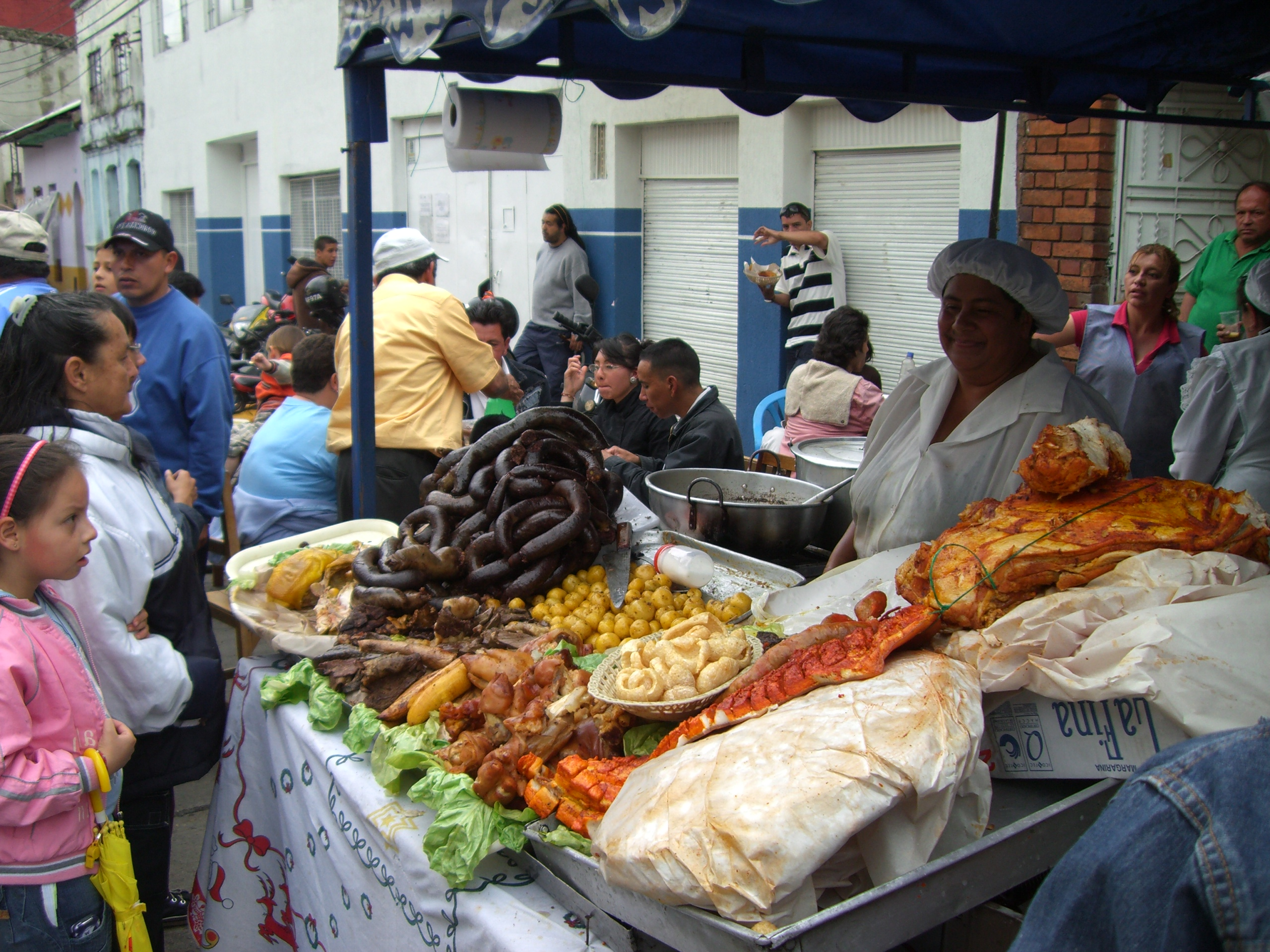
Puesto de Fritanga. Muestra Gastronómica de la Región Central de Colombia en el Festival de la Chicha.

Previo a la realización del Festival se desarrollan eventos culturales que incluyen teatro callejero, conciertos, poesía, donde se cuentan los cuentos sobre la cultura y el pasado de nuestro país y ocurren encuentros culturales.

## Ediciones
En abril de 2006 se realizó la XI versión del Festival.
En octubre de 2008 se completó la XIII versión del Festival de la Chicha, el maíz, la vida y la dicha.
Los días 3 y 4 de mayo de 2014 se realiza la XVII versión del Festival de la chicha, el maíz y la dicha.